# Jakub Genjac
Jakub Genjac (* 3. September 1967; † 26. März 2020) war ein bosnischer Basketballspieler.

## Leben
Der 2,12 Meter große Innenspieler spielte zunächst in Kakanj, er trat 1990/91 mit der Mannschaft KK Zenica Čelik in der ersten jugoslawischen Liga an. Später spielte er für KK Kantrida in der kroatischen Stadt Rijeka, nahm mit der Mannschaft 1995/96 am europäischen Vereinswettbewerb Korać-Cup teil. Im selben Wettbewerb war er 1997/98 mit dem slowenischen Verein KK Helios Domžale vertreten, für Helios spielte er von 1996 bis 1998. Er spielte wieder in Kroatien, zur Saison 2000/01 wechselte Genjac zu Ohre BC Wolmirstedt in 2. Basketball-Bundesliga nach Deutschland, im Spieljahr 2001/02 stand er bei Triglav Osiguranje Rijeka unter Vertrag, erzielte für die Mannschaft in der Adriatischen Basketballliga 7 Punkte und 4,6 Rebounds je Begegnung und bestritt mit ihr ebenfalls Europapokaleinsätze. Er spielte zeitweise ebenfalls im Kosovo sowie im Iran.
Genjac war nach seiner Spielerzeit als Trainer beschäftigt. Er starb an einer Krebserkrankung.